# Marco Aurélio (cantor)
Marco Aurélio Gonçalves (Água Boa, 4 de maio de 1969), mais conhecido como Marco Aurélio, é um cantor de música gospel.

## Biografia
Iniciou sua carreira em 1989 com o lançamento do álbum A Vitória é Nossa, lançado originalmente em cassetes de forma independente, mas só foi relançado três anos depois pela MK Music (antiga MK Publicitá).
Em 1995 lançou , também pela MK Publicitá, seu segundo álbum Promessa, e transformou a canção-título em um clássico da música gospel nacional.
Em 1996 assina com a Line Records e lança no inicio do ano seguinte o álbum Ao Rei dos Reis, cujo grande destaque é a música Sonda-me, que conta com a participação de Victorino Silva.
Em 2002 lançou o álbum Reflexão, em comemoração aos seus 10 anos de carreira.
Em 2005, o cantor retornou à gravadora MK Music e lançou o álbum Derrotado Nunca.
Já no ano de 2008, o cantor assina contrato com a Central Gospel Music e lança o CD Um Novo Tempo. Este álbum ganhou o certificado de Disco de Ouro, pela vendagem de mais de 50 mil cópias.
Em janeiro de 2011, lança seu segundo álbum pela Central Gospel Music, intitulado Adoremos.

## Discografia
- 1989 - A vitória é nossa (redistribuído e relançado pela MK Music em 1993)
- 1995 - Promessa
- 1997 - Ao Rei dos Reis
- 1998 - Asas da Esperança
- 2001 - Recordando
- 2002 - Reflexão
- 2004 - Toque por Mim
- 2005 - Derrotado Nunca
- 2007 - Deus é Fiel
- 2009 - Um novo Tempo
- 2010 - Adoremos